# 都夢たみお
都夢 たみお（とむ たみお）は、日本の漫画家。男性。大阪府在住。主に成年向け漫画を執筆している。
多数の出版社の雑誌等で活躍し、2008年以降は「ししまぁく」名義で活動している。『COMIC RIN』（茜新社）休刊後は、ウェブコミック誌での活動が主となるが、コアマガジン刊行のコンビニコミックに「天露九剣」名義で実録漫画を不定期に掲載している。
作風はデフォルメされた美少女キャラクターが特徴であるが、扱うジャンルはロリータものから熟女ものまで幅広い。

## 作品リスト

### 単行本
1. 『愛がてんこもり』 （1997年8月発売、東京三世社〈ルコミックス〉、ISBN 4-8126-0101-0）
2. 『ふたり物語』 （1998年7月発売、富士美出版〈富士美コミックス〉、ISBN 4-89421-283-8）
3. 『ランプにお願い』 （1999年3月、さくら出版〈チェリーコミックス〉、ISBN 4-916085-09-4） ※琴音かのん名義
4. 『君さえいれば』 （1999年4月、雄出版〈オレンジコミック〉、ISBN 4-946530-85-1）
5. 『甘いおしおき』 （2000年1月発売、富士美出版〈富士美コミックス〉、ISBN 4-89421-361-3）
6. 『とろけるカラダ』 （2000年5月発売、コスミックインターナショナル〈キュンコミックス〉、ISBN 4-7747-0126-2）
7. 『はだかんぼ』 （2000年8月発売、雄出版〈オレンジコミック〉、ISBN 4-946530-20-7）
8. 『桃色mission』 （2001年3月発売、桃園書房〈桃園コミックス〉、ISBN 4-8078-3465-7）
9. 『となりのエンジェル』 （2001年11月発売、富士美出版〈富士美コミックス〉、ISBN 4-89421-449-0）
10. 『KISS ME♥』 （2002年2月発売、蒼竜社〈プラザCOMIX〉、ISBN 4-88386-118-X）
11. 『もぎたて♥フルーツボディ』 （2002年4月発売、桃園書房〈TOEN COMICS〉、ISBN 4-8078-3635-8）
12. 『ぴゅあろまんす♥』 （2002年6月発売、富士美出版〈富士美コミックス〉、ISBN 4-89421-479-2）
13. 『ぷにぷにエンジェル♥』 （2002年7月、コアラブックス〈ぴゅあコミック〉、ISBN 4-87693-865-2）
14. 『激愛行為』 （2003年1月発売、桃園書房〈桃園コミックス〉、ISBN 4-8078-3744-3）
15. 『おんなのこ物語♥』 （2003年2月発売、フロム出版〈ベルコミックス〉、ISBN 4-89447-137-X）
16. 『ぷにっ娘妄想曲』[2] （2004年3月、キルタイムコミュニケーション〈デルタコミックス〉、ISBN 4-86032-076-X）
17. 『淫肉女体図鑑』 （2004年5月発売、桃園書房〈TOEN COMICS〉、ISBN 4-8078-3917-9）
18. 『淫乱女教師少年狩り』 （2005年11月発売、桃園書房〈桃園コミックス〉、ISBN 4-8078-4124-6）
19. 『脳天直撃!淫女革命』 （2006年5月発売、桃園書房〈桃園コミックス〉、ISBN 4-8078-4209-9）
20. 『僕は母に恋をする』 （2006年8月17日発売[3]、松文館〈ダイナコミックス〉、ISBN 4-7901-1775-8）
21. 『えろチュ♥』 （2008年3月発売、フランス書院〈Xコミックス〉、ISBN 978-4-82967-905-0） ※とむたみお名義
22. 『天使のせのび』 （2010年9月発売、久保書店〈ワールドコミックススペシャル〉、ISBN 978-4-76593-462-6）
23. 『エロすぎる姉アナ』 （2011年9月発売、久保書店〈ワールドコミックススペシャル〉、ISBN 978-4-76593-492-3） ※ししまぁく名義
24. 『もえぷに♡』 （2013年9月発売、久保書店〈ワールドコミックススペシャル〉、ISBN 978-4-76593-539-5）
25. 『ちっちゃい♥彼女』 （2014年9月28日発売[4]、ジーウォーク〈ムーグコミックス ピーチシリーズ〉、ISBN 978-4-86297-462-4）
26. 『愛汁物語』 （2016年5月10日発売[5]、久保書店〈ワールドコミックススペシャル〉、ISBN 978-4-76593-611-8）

### 単行本未収録作品
- COMICパピポ（フランス書院）
  - はじめまして奈々子です（2006年5月号）
  - 好きと言えたら…（2007年7月号）
  - ブロークン（2007年11月号）
- COMIC姫盗人（松文館）
  - とっておきの魔法（2008年12月号）
- COMIC RIN（茜新社）
  - おにいちゃんと♡（2009年4月号）[6]
  - フルムーン♥パニック（2009年8月号）[6]
  - せんせーの そーゆーとこ…好き♥（2010年3月号）[7]
  - ショーブ!（2010年11月号）[7]
  - LOVEえくすぺりめんと（2011年12月号）[8]